# Azogues
Azogues (offizieller Name: San Francisco de Peleusí de Azogues) ist eine Stadt in Ecuador. Sie ist die Hauptstadt der Provinz Cañar und hat 33.848 Einwohner (2010). Azogues liegt an der Panamericana in der Nähe von Cuenca auf einer Höhe von 2518 m. Azogues ist Sitz des gleichnamigen Kantons.

## Geschichte
Das Gebiet der heutigen Provinz Cañar wurde ursprünglich von den Kañari bewohnt, Ende des 15. Jahrhunderts von den Inka erobert und 1533/34 von spanischen Konquistadoren unter Sebastián de Belalcázar. Die Kañari verbündeten sich mit den Spaniern. Die Stadt Azogues entwickelte sich aus einer Bergarbeitersiedlung, die nach dem Fund von Quecksilber-Vorkommen im Jahr 1558 entstanden war. Diese erhielt 1562 durch den spanischen Statthalter von Quito, Gil Ramírez Dávalos, den Status eines asiento und den Namen "San Francisco de Peleusí del Azogues". Azogues bezeichnet auf Spanisch „Quecksilber“ und Peleusí war der traditionelle Name der Gegend. 1771 wurde die Siedlung zum weltlichen Kirchspiel erhoben. 1820 erreichte sie ihre Unabhängigkeit von den spanischen Kolonialherren. In Großkolumbien bzw. seit 1830 in Ecuador war Azogues zunächst Hauptstadt eines Kantons der heutigen Provinz Azuay, ehe 1880 mit Azogues als Hauptstadt die Provinz Azogues eingerichtet wurde, die später in Cañar umbenannt wurde.

## Kultur und Sehenswürdigkeiten
- Die Stadt verfügt heute über ein sehr gut erhaltenes Ensemble kolonialer Architektur, aus der die Kathedrale San Francisco des römisch-katholischen Bistums Azogues an der Plaza Mayor herausragt.
- Das Marienbildnis Virgen de la Nube (dt. „Jungfrau der Wolke“), ein bedeutendes Pilgerziel in Ecuador, wird in der gleichnamigen Kirche der Franziskaner aufbewahrt.
- Zehn Kilometer von der Stadt entfernt liegt die archäologische Fundstätte Cojitambo.

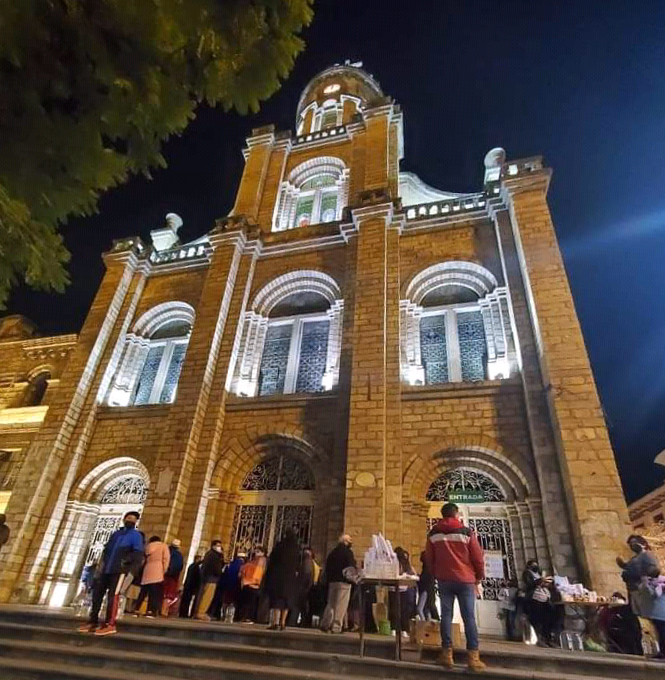
Kathedrale San Francisco
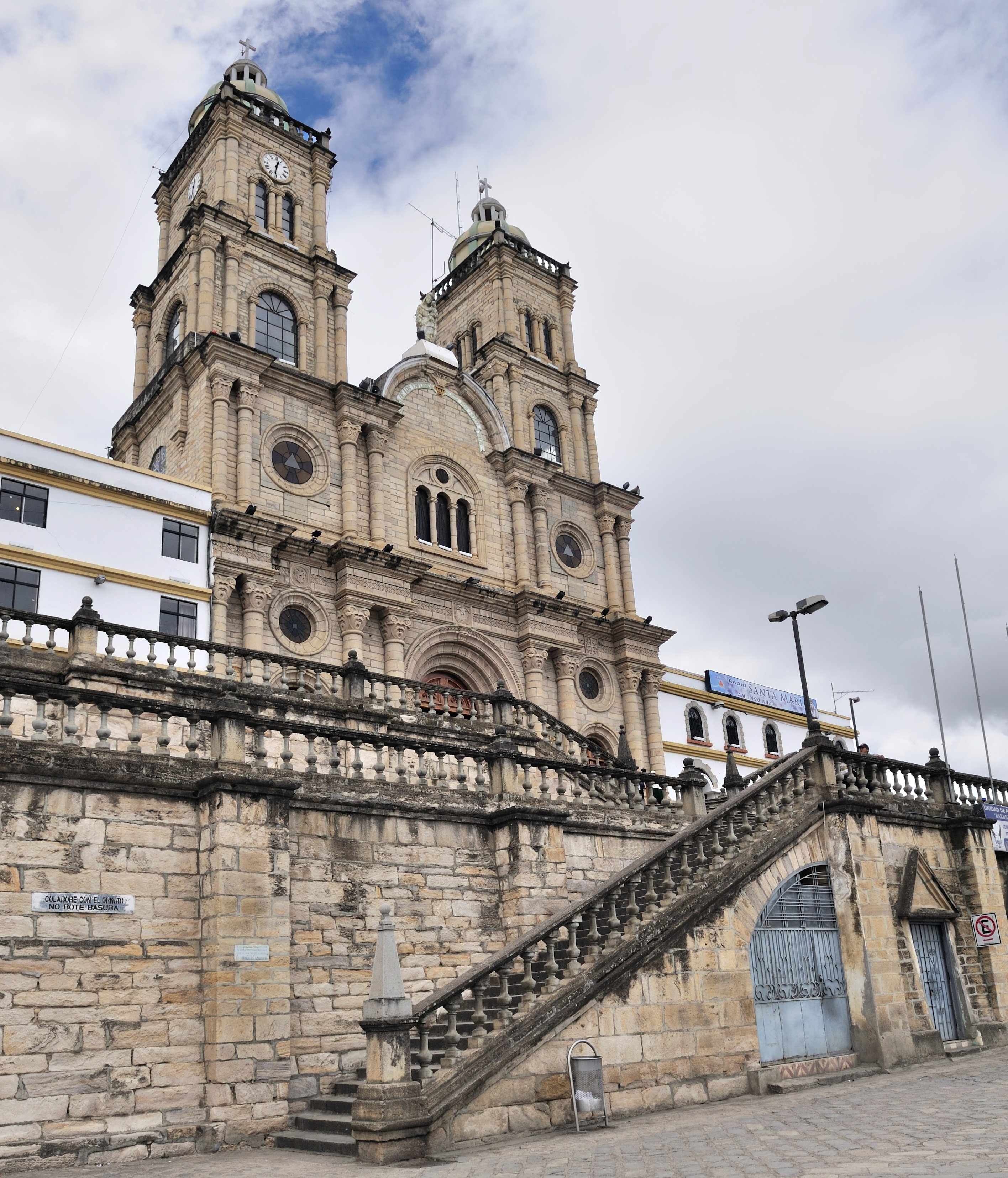
Franziskanerkirche Virgen de la Nube

## Wirtschaft
Die Wirtschaft der Umgebung ist landwirtschaftlich orientiert. Die Region der Provinzen Cañar und Azuay ist darüber hinaus das Flechten von so genannten Panamahüten und für kunsthandwerkliche Töpferarbeiten bekannt.

## Persönlichkeiten
- Luis Gerardo Cabrera Herrera (* 1955), römisch-katholischer Ordensgeistlicher, Erzbischof von Guayaquil, Kardinal

## Municipio
Das 60,95 km² große Municipio von Azogues ist in 4 Parroquias urbanas gegliedert. Beim Zensus 2010 betrug die Einwohnerzahl 37.995.

### Aurelio Bayas
Die Parroquia Aurelio Bayas (oder kurz: Bayas) (⊙) liegt im Nordosten von Azogues. Gegründet wurde die zivilrechtliche Gemeinde am 24. Februar 1936. Namensgeber war der ecuadorianische Politiker Aurelio A. Bayas Argudo.

### Azogues
Die Parroquia Azogues (⊙) bildet das Stadtzentrum von Azogues.

### Borrero
Die Parroquia Borrero (⊙) liegt im Süden von Azogues. Namensgeber war Antonio Borrero Cortázar,  1875–1876 Präsident von Ecuador.

### San Francisco
Die Parroquia San Francisco (⊙) liegt im Osten von Azogues.